# アルベール・ユスタン
アルベール・ユスタン（Albert Hustin 、1882年7月15日 - 1967年9月12日）は、ベルギーの医師である。1913年にクエン酸ナトリウムを使って、血液の凝固を防止できることを発見し、保存血液による輸血をすることを可能にした1人である。この方法はユスタンとアルゼンチンの医師、ルイス・アゴーテ、ドイツ系アメリカ人、リチャード・ルーイソンが独立して発見した。

## 生涯
Etheで生まれ、ベルギー南部のヴィルトンで育った。ブリュッセル自由大学で医学を学んで、外科医のAntoine Depage の助手となった後、1年間、パリで学び、1906年にアメリカ合衆国に留学した。1908年からにブリュッセルのSint-Janshospitaalで研究を始めた。1925年からブリュッセル自由大学の医学の教授を務めた。 
クエン酸ナトリウムが、血液の凝固を防ぐことを1913年にソルベー研究所で動物実験で発見した。1914年3月27日に、Sint-Janshospitaalでこの方法で最初の臨床で用い成功した。1914年4月にPrincipe d’une nouvelle méthode de transfusion sanguineという題目の論文で発表した。第一次世界大戦中にデ・パンネ（De Panne）の軍の病院の病院長となったAntoine Depage は1915年からはこの方法で負傷兵の治療をおこなった。1934年にユスタンはベルギー赤十字社の輸血センターを設立した。
ユスタンは医学以外にも広い分野に興味を持ち、ベルギーのロレーヌ地方の習慣や言語について、2冊の著書を著した。